# 플랑크 온도
플랑크 온도는 독일의 과학자 막스 플랑크의 이름을 따 붙여진 온도의 단위이며, 플랑크 단위에서 기본 단위 중 하나이다. TP로 표시한다. 이것은 양자역학에서의 이론적인 온도의 최댓값이며, 현대 과학은 이보다 더 뜨거운 것에 대한 추측은 무의미하다고 간주한다. 이 이상의 온도에서는 모든 물질이 원자보다 작은 단위로 분해되어 에너지가 된다. 이것은 현재의 우주론에서 다루는 빅뱅 이후의 플랑크 시간까지의 온도이다.
{\displaystyle T_{P}={\frac {m_{P}c^{2}}{k}}={\sqrt {\frac {\hbar c^{5}}{Gk^{2}}}}=}
1.416784(16) × 1032 K
위 식에서,
mP는 플랑크 질량이다.
c는 진공에서의 빛의 속력이다.
{\displaystyle \hbar }는 디랙 상수이다.
k는 볼츠만 상수이다.
G는 중력 상수이다.
괄호 사이의 두 자리 숫자는 값의 마지막 두 자리의 불확실도(표준편차)를 나타낸다.